# Juliane Lorenz

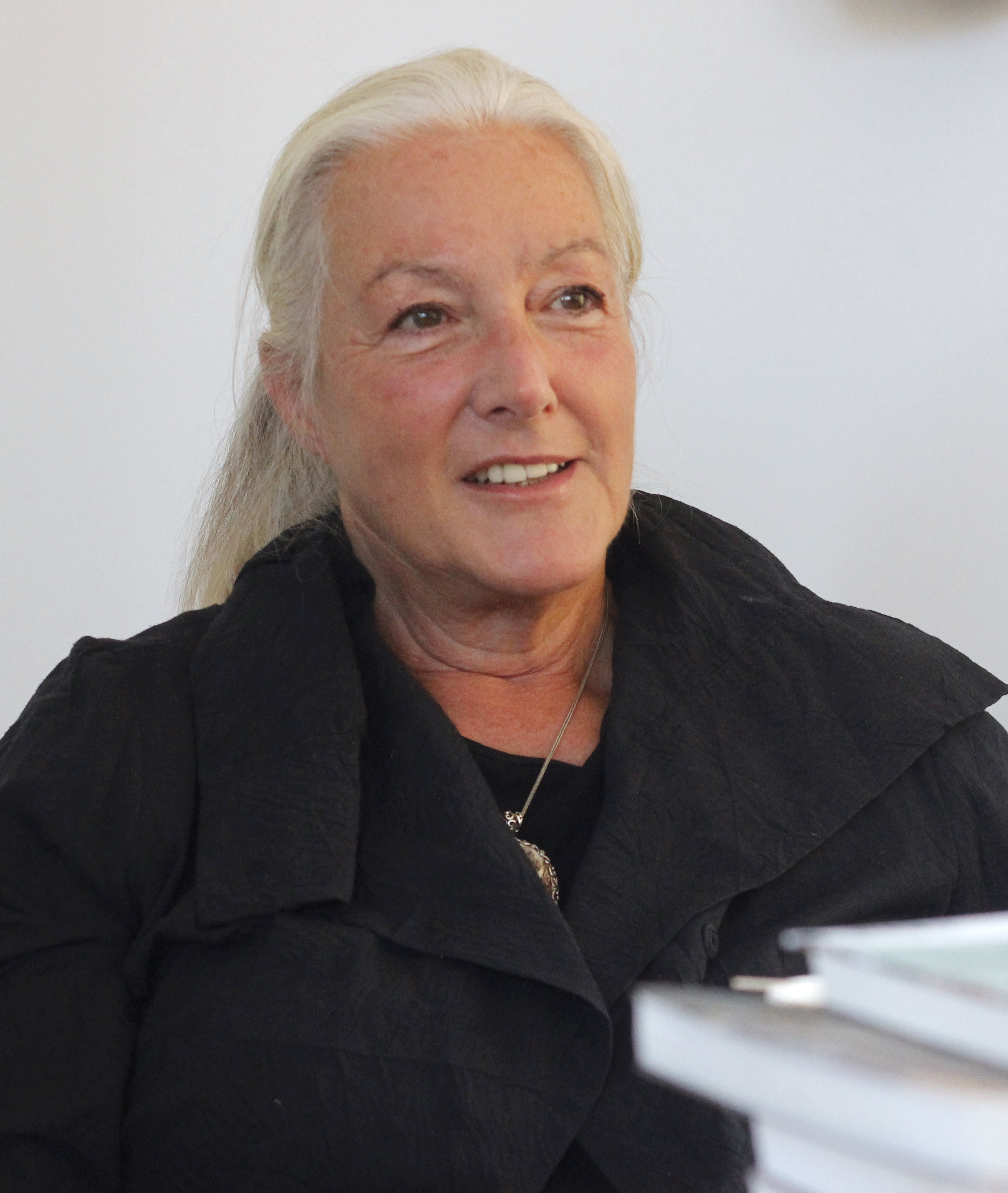
Juliane Lorenz, 2024

Juliane Maria Lorenz (* 2. August 1957 in Mannheim) ist eine deutsche Filmeditorin, Regisseurin, Produzentin und Autorin. Sie ist Präsidentin und Geschäftsführerin der Rainer Werner Fassbinder Foundation (RWFF).

## Leben
Lorenz wurde unter dem Namen Juliane Maria Ketterer als Tochter des Laboranten Wilhelm Waizmann und der Schneiderin und späteren Synchroncutterin Frieda Ketterer geboren und wuchs zunächst in Hinterzarten im Schwarzwald auf, danach in Stuttgart, Wiesbaden und München. Durch die Heirat der Mutter mit dem Kulturfilmregisseur Dieter Lorenz erhielt sie 1961 den Familiennamen Lorenz. Nach der Scheidung der Mutter 1970 lebte sie in Bad Wörishofen und ging auf das Marien-Gymnasium Kaufbeuren. Nach einer kurzen Unterbrechung des Schulbesuchs nach der Mittleren Reife absolvierte sie ein Praktikum in einem Filmkopierwerk in München und entschloss sich danach, weiter die Schule zu besuchen. 1974 begann sie ein Studium an der Hochschule für Politik München und erlernte parallel dazu bei Margot von Schlieffen die technischen Grundlagen des Filmschnitts.
1975 schnitt sie für Ernst Batta die ersten Filme, 1976 war sie als Assistentin von Ila von Hasperg am Schnitt und der Vertonung von Rainer Werner Fassbinders Chinesisches Roulette beteiligt. Aus der Begegnung mit Fassbinder entwickelte sich eine Arbeitsgemeinschaft, die bis zu seinem Tod im Jahr 1982 dauerte und insgesamt 14 Filme umfasste. In den letzten Lebensjahren Fassbinders bestand zudem eine Lebensgemeinschaft zwischen ihm und Lorenz. Gelegentlich trat sie in seinen Filmen als Schauspielerin in Nebenrollen auf. Nach Lorenz' Angaben vollzogen beide 1978 in Fort Lauderdale in den USA eine nicht beglaubigte Eheschließung.
Fassbinders Erbe fiel nach seinem Tod 1982 an seine Eltern. Fassbinders Mutter, Liselotte Eder, übertrug ihren Erbteil 1986 an die von ihr gegründete Stiftung, die Rainer Werner Fassbinder Foundation (RWFF); Fassbinders Vater, Helmuth Fassbinder, ließ sich 1988 auszahlen, wodurch auch sein Erbteil auf die RWFF überging. 1991 übertrug Eder ihre Anteile an der RWFF auf Lorenz, die die Stiftung seit 1992 als alleinige Gesellschafterin und Geschäftsführerin leitet. Als Eder 1993 starb, wurde Lorenz ihre Alleinerbin und damit Rechtsnachfolgerin von ihr und Rainer Werner Fassbinder.
1992 initiierte Lorenz die erste Fassbinder-Gesamtretrospektive in Deutschland, der 1997 die erste Gesamtretrospektive in den USA im Museum of Modern Art in New York folgte und 2005, zu seinem 60. Geburtstag, eine erste Gesamtretrospektive und Ausstellung im Centre Georges Pompidou in Paris. Unter ihrer Gesamtleitung wurden bis heute rund 30 von 43 Fassbinder-Filmen restauriert und für den erneuten weltweiten Vertrieb auf moderne Datenträger übertragen.
Lorenz arbeitete auch nach Fassbinders Tod als Schnittmeisterin (u. a. mit Werner Schroeter, Teresa Villaverde, Romuald Karmakar, Oskar Roehler) und seit 1983 auch als Autorin und Regisseurin von Dokumentarfilmen. Darüber hinaus ist sie Autorin der Bücher Das ganz normale Chaos (1995) und Im Land des Apfelbaums (2002) und verfasst filmspezifische Essays und Artikel. Sie erhielt Preise für ihre Arbeit als Schnittmeisterin; während des Filmfestivals Filmplus in Köln wurde ihr 2013 der Geissendörfer-Ehrenpreis für ihr Lebenswerk überreicht.
Lorenz ist als Spezialistin des Fassbinder-Werkes weltweit gefragt und wird bei Fassbinder-Retrospektiven und -Seminaren von renommierten Institutionen und Universitäten eingeladen. Sie ist Mitglied der Deutschen Filmakademie und der European Film Academy und Vorstandsmitglied der Freunde des Deutschen Filminstituts (DIF) in Frankfurt am Main.
Lorenz, die von 1995 bis 2005 überwiegend in den USA lebte, hat ihren Lebensmittelpunkt heute in Berlin, wo auch die Rainer Werner Fassbinder Foundation ihren Sitz hat.
Im Jahr 2012 wurde bekannt, dass Lorenz auch von der Schauspielerin Rosel Zech, die die Hauptrolle in Fassbinders Film Die Sehnsucht der Veronika Voss gespielt hatte, testamentarisch zur Erbin bestimmt wurde.

## Kontroverse
2007, in Fassbinders 25. Todesjahr, gab es bei der Berlinale eine Aufführung der restaurierten Fernsehserie Berlin Alexanderplatz. Eine Gruppe ehemaliger Fassbinder-Mitarbeiter warf Lorenz und der RWFF vor, den Film bei der digitalen Abtastung aus kommerziellen Gründen aufgehellt zu haben. Der Künstlerische Leiter der Restaurierung, Originalkameramann Xaver Schwarzenberger wies die Vorwürfe zurück. Der Autor Tilman Jens gab in der Fernsehsendung Kulturzeit an, dass die belastenden Behauptungen gegen Lorenz falsch seien.

## Filmografie (Auswahl)

### Als Filmeditorin
- 1977: Bolwieser – Regie: R. W. Fassbinder
- 1978: Deutschland im Herbst (Omnibusfilm; Schnitt von Episode 1 & 2)
- 1978: Despair – Eine Reise ins Licht – Regie: R. W. Fassbinder
- 1978: Spiel der Verlierer – Regie: Christian Hohoff
- 1978: In einem Jahr mit 13 Monden – Regie: R. W. Fassbinder
- 1979: Die Ehe der Maria Braun – Regie: R. W. Fassbinder
- 1979: Die dritte Generation – Regie: R. W. Fassbinder
- 1980: Berlin Alexanderplatz (TV-Miniserie in 14 Teilen) – Regie: R. W. Fassbinder
- 1981: Lili Marleen – Regie: R. W. Fassbinder
- 1981: Lola – Regie: R. W. Fassbinder
- 1981: Theater in Trance (Dokumentarfilm) – Regie: R. W. Fassbinder
- 1982: Die Sehnsucht der Veronika Voss – Regie: R. W. Fassbinder
- 1982: Querelle – Regie: R. W. Fassbinder
- 1983: Pankow '95 – Regie: Gábor Altorjay
- 1984: Giarres – Buch und Regie: Reinhard von der Marwitz
- 1984: Liebe ist kein Argument – Regie: Marianne Lüdcke
- 1985: Marie Ward – Zwischen Galgen und Glorie – Regie: Angelika Weber
- 1986: Der Rosenkönig – Regie: Werner Schroeter
- 1986: Der wilde Clown – Regie: Josef Rödl
- 1987: Auf der Suche nach der Sonne (TV-Dokumentarfilm) – Regie: Werner Schroeter/Juliane Lorenz
- 1988: La Amiga - Die Freundin (La amiga) – Regie: Jeanine Meerapfel
- 1988: Die Nacht des Marders – Regie: Maria Theresia Wagner
- 1989: Fabrik der Offiziere (TV-Miniserie in 4 Teilen) – Regie: Wolf Vollmar
- 1990: Das einfache Glück – Regie: Edzard Onneken
- 1990: Im Glanze dieses Glückes (Dokumentarfilm) – Regie: Helga Reidemeister & Johann Feindt
- 1990: Amaurose (mit Andrea Wenzler) – Regie: Dieter Funk
- 1991: Malina – Regie: Werner Schroeter
- 1996: Poussières d'amour – Abfallprodukte der Liebe (Dokumentarfilm) – Regie: Werner Schroeter
- 1998: Das Frankfurter Kreuz (mit Margarete Rose) – Regie: Romuald Karmakar
- 2002: Deux – Regie: Werner Schroeter
- 2003: Scardanelli (mit Harald Bergmann) – Regie: Harald Bergmann
- 2004: Agnes und seine Brüder – Regie: Oskar Roehler

### Als Regisseurin / Autorin / Montage
- 1983: Berlinale 1983 (Dokumentarfilm: auch Montage)
- 1987: Auf der Suche nach der Sonne (TV-Dokumentarfilm) Ko-Regie mit Werner Schroeter
- 1998: Life, Love & Celluloid (Dokumentarfilm: Produzentin, Buch & Montage)
- 2007: Berlin Alexanderplatz: Ein Mega Movie und seine Geschichte (Dokumentarfilm: Produzentin, Buch & Montage)
- 2007: Berlin Alexanderplatz: Beobachtungen bei der Restaurierung (Dokumentarfilm: Produzentin, Buch & Montage)
- 2010: Welt am Draht: Blick Voraus ins Heute (Dokumentarfilm: Produzentin, Buch & Montage)
- 2015: Fassbinder Regie: Annekatrin Hendel (Dokumentarfilm) Ko-Autorin
- 2017: Acht Stunden sind kein Tag : Eine Familienserie wird zum Ereignis (Dokumentarfilm: Produzentin, Buch & Montage)

## Auszeichnungen
- 1991: Deutscher Filmpreis in der Kategorie Schnitt für Malina
- 2013: Geissendörfer Ehrenpreis und Hommage beim Festival Filmplus 2013